# Чезаро
Чезаро (італ. Cesarò, сиц. Risarò) — муніципалітет в Італії, у регіоні Сицилія,  метрополійне місто Мессіна.
Чезаро розташоване на відстані близько 490 км на південний схід від Рима, 125 км на схід від Палермо, 85 км на південний захід від Мессіни.
Населення — 2471 особа (2014).

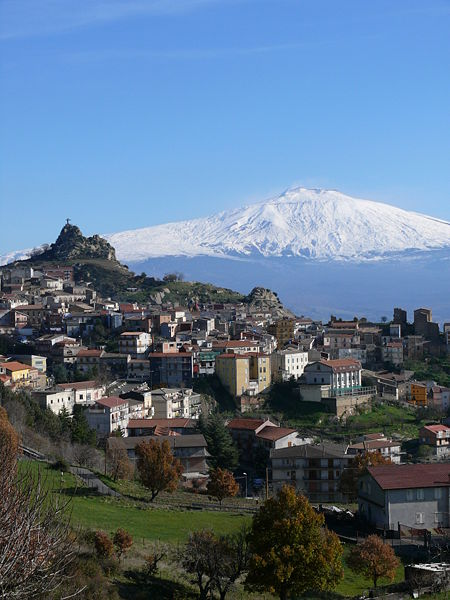

Щорічний фестиваль відбувається 18 червня. Покровитель — San Calogero.

## Галерея

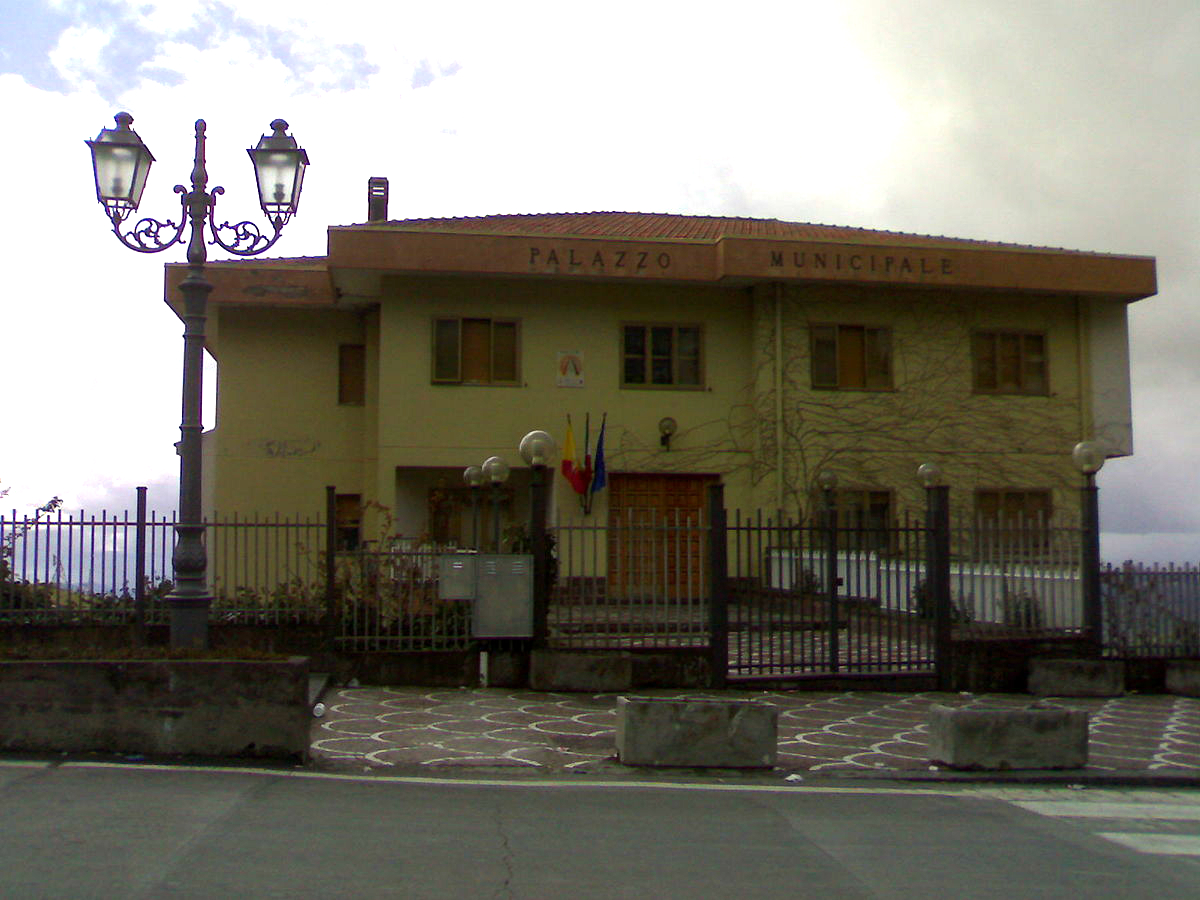

## Демографія
Населення за роками:

Станом на 1 січня 2023 року в муніципалітеті офіційно проживало 15 іноземців з 6 країн, серед них 11 громадян країн Євросоюзу та 1 громадянин України.

## Сусідні муніципалітети
- Алькара-лі-Фузі
- Бронте
- Капіцці
- Каронія
- Черамі
- Лонджі
- Маніаче
- Мілітелло-Розмарино
- Сан-Фрателло
- Сан-Теодоро
- Троїна